# Topologische Gruppe
In der Mathematik ist eine topologische Gruppe eine Gruppe, die eine mit der Gruppenstruktur „verträgliche“ Topologie hat. Die topologische Struktur erlaubt es zum Beispiel, Grenzwerte in dieser Gruppe zu betrachten, und von stetigen Homomorphismen zu sprechen.

## Definition
Eine Gruppe {\displaystyle G} heißt topologische Gruppe, wenn sie mit einer Topologie versehen ist, so dass gilt:
1. Die Gruppenverknüpfung {\displaystyle G\times G\to G} ist stetig. Dabei wird {\displaystyle G\times G} mit der Produkttopologie versehen.
2. Die Inversenabbildung {\displaystyle G\to G} ist stetig.

## Beispiele
Die reellen Zahlen {\displaystyle \mathbb {R} } mit der Addition und der gewöhnlichen Topologie bilden eine topologische Gruppe. Allgemeiner ist der {\displaystyle n}-dimensionale euklidische Raum {\displaystyle \mathbb {R} ^{n}} mit der Vektoraddition und der Standard-Topologie eine topologische Gruppe. Auch jeder Banachraum und Hilbertraum ist eine topologische Gruppe bezüglich der Addition.
Die obigen Beispiele sind alle abelsch. Ein wichtiges Beispiel
für eine nichtabelsche topologische Gruppe ist die Gruppe {\displaystyle \operatorname {GL} (n,\mathbb {R} )} aller invertierbaren reellen {\displaystyle n\times n}-Matrizen. Die Topologie entsteht dabei, indem man diese Gruppe als Teilmenge des euklidischen Vektorraums {\displaystyle \mathbb {R} ^{n^{2}}} auffasst.
{\displaystyle \mathbb {R} ^{n}} ist ebenso wie {\displaystyle \operatorname {GL} (n,\mathbb {R} )} eine
Lie-Gruppe, das heißt eine topologische Gruppe, bei der die topologische Struktur die einer Mannigfaltigkeit ist.
Ein Beispiel einer topologischen Gruppe, die keine Lie-Gruppe ist, bildet die additive Gruppe der rationalen Zahlen {\displaystyle \mathbb {Q} } (sie ist eine abzählbare Menge, die nicht mit der diskreten Topologie versehen ist). Ein nichtabelsches Beispiel ist die Untergruppe der Drehgruppe des {\displaystyle \mathbb {R} ^{3}}, die erzeugt wird von zwei Drehungen um irrationale Vielfache von {\displaystyle \pi } (der Kreiszahl Pi) um verschiedene Achsen.
In jeder unitären Banach-Algebra bildet die Menge der invertierbaren Elemente mit der Multiplikation eine topologische Gruppe.

## Eigenschaften
Die algebraische und die topologische Struktur für eine topologische Gruppe {\displaystyle G} sind eng miteinander verknüpft. So ist zum Beispiel in einer beliebigen topologischen Gruppe die Zusammenhangskomponente des Neutralelementes eine abgeschlossene normale Untergruppe von {\displaystyle G}.
Ist {\displaystyle a} ein Element einer topologischen Gruppe {\displaystyle G}, dann sind die Linksmultiplikation und die Rechtsmultiplikation mit {\displaystyle a} Homöomorphismen von {\displaystyle G} nach {\displaystyle G}, ebenso die Inversenabbildung.
Jede topologische Gruppe kann als uniformer Raum aufgefasst werden. Zwei elementare uniforme Strukturen, die sich aus der Gruppenstruktur ergeben, sind die linke und die rechte uniforme Struktur. Die linke uniforme Struktur macht die Linksmultiplikation gleichmäßig stetig, die rechte uniforme Struktur macht die Rechtsmultiplikation gleichmäßig stetig. Für nicht-abelsche Gruppen unterscheiden sich diese beiden uniformen Strukturen im Allgemeinen. Die uniformen Strukturen erlauben es insbesondere, Begriffe wie Vollständigkeit, gleichmäßige Stetigkeit und gleichmäßige Konvergenz zu definieren.
Wie jede von einem uniformen Raum erzeugte Topologie ist die Topologie einer topologischen Gruppe vollständig regulär. Insbesondere gilt, dass eine topologische Gruppe, welche {\displaystyle T_{0}} erfüllt (d. h., die ein Kolmogoroff-Raum ist), sogar ein Hausdorff-Raum ist.
Der natürlichste Begriff eines Homomorphismus zwischen topologischen Gruppen ist derjenige eines stetigen Gruppenhomomorphismus. Die topologischen Gruppen zusammen mit den stetigen Gruppenhomomorphismen bilden eine Kategorie.
Jede Untergruppe einer topologischen Gruppe ist mit der Teilraumtopologie wiederum eine topologische Gruppe. Für eine Untergruppe {\displaystyle H} von {\displaystyle G} bilden die Links- und Rechtsnebenklassen {\displaystyle G/H} zusammen mit der Quotiententopologie einen topologischen Raum.
Falls {\displaystyle H} ein Normalteiler von {\displaystyle G} ist, so wird {\displaystyle G/H} eine topologische Gruppe. Zu beachten ist aber, dass, falls {\displaystyle H} in der Topologie von {\displaystyle G} nicht abgeschlossen ist, die resultierende Topologie auf {\displaystyle G/H} nicht hausdorffsch ist. Es ist deshalb natürlich, wenn man sich auf die Kategorie von hausdorffschen topologischen Gruppen einschränkt, nur abgeschlossene Normalteiler zu untersuchen.
Falls {\displaystyle H} eine Untergruppe von {\displaystyle G} ist, so ist auch die abgeschlossene Hülle von {\displaystyle H} wiederum eine Untergruppe. Ebenso ist der Abschluss eines Normalteilers wieder normal.